# لوئیس د لانوا
لوئیس د لانوا (انگلیسی: Louis De Lannoy; ۱۶ ژوئن ۱۹۰۲ – ۷ فوریهٔ ۱۹۶۸) دوچرخه‌سوار اهل بلژیک بود.